# Среберни, Аннабель
Аннабель Среберни (англ. Annabelle Sreberny, род. 5 сентября 1949) — писательница, учёный и профессор, сотрудничавшая с журналом Global Media and Communication, директор Центра исследований медиа и кино при Школе востоковедения и африканистики. Её статьи посвящены глобализации, коммуникации и культуре, с уделением особого внимания международным новостям и Ирану.

## Политика
Среберни была членом Лейбористской партии от Лейбористской партии округа Северный Ислингтон в восточном отделении Хайбери. 

## Книги
- The World of the News: The News of the World (University of Leicester, 1980)
- Small Media, Big Revolution: Communication, Culture, and the Iranian Revolution[англ.] with Ali Mohammadi (University of Minnesota Press[англ.], 1994)
- Blogistan: The Internet and Politics in Iran with Gohlam Khiabany (I.B. Tauris, 2011)
- Cultural Revolution in Iran: Contemporary Popular Culture in the Islamic Republic with Massoumeh Torfeh (I.B. Tauris, 2013)
- Persian Service: the BBC and British Interests in Iran with Massoumeh Torfeh (I.B. Tauris, 2014)